# Malgesso
Malgesso é uma comuna italiana da região da Lombardia, província de Varese, com cerca de 1.110 habitantes. Estende-se por uma área de 2 km², tendo uma densidade populacional de 555 hab/km². Faz fronteira com Bardello, Besozzo, Brebbia, Bregano, Travedona-Monate.

## Demografia
| Variação demográfica do município entre 1861 e 2011                               |
|                                                                                   |
| Fonte: Istituto Nazionale di Statistica (ISTAT) - Elaboração gráfica da Wikipedia |